# 董康

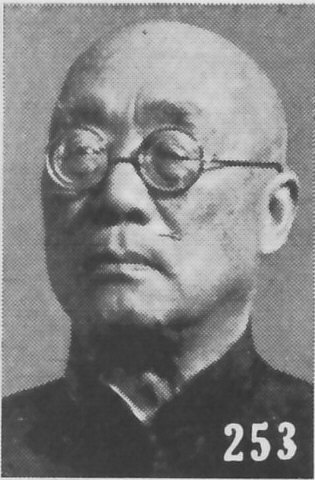

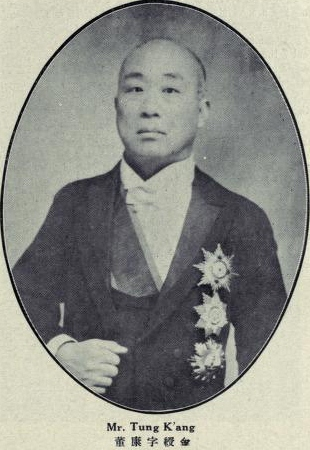

董康（1867年—1947年），原名壽金，字授經，號誦芬主人，江蘇武進（今常州市）人。

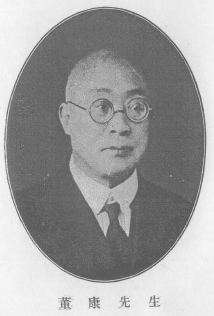

## 生平
早年讀書於江陰南菁書院。光緒十五年（1889年）己丑恩科舉人，光緒十六年（1890年）聯捷進士，同年五月，著主事，分部学习，授刑部提牢廳主事，總辦秋審兼陝西司主稿。光緒31年（1905年）董康和章宗祥共同翻譯了日本的刑法，兩人並在修訂法律館提出了《刑律草案稿本》，是中國第一部由國家擬就的現代刑法典，但從未成為正式法律。
辛亥革命後，董康赴日本帝國大學留學，攻讀法律。回國後，歷任大理院院長、修訂法律館總裁等職。1920年8月，任司法總長，1921年12月辭職，復任大理院院長兼代司法總長。1922年5月，任財政總長兼幣制局、鹽務署兩總裁，旋任考察歐美司法專使出國，1924年回上海，隨後在東吳大學（1924年）、上海法科大學（1925年，與章太炎一同被推任為校長）、北京大學（1933年）任職。1915年参与《第一次刑法修正案》的起草。多次赴日本考察日本的裁判制度與監獄制度。除法和法學方面的成就外，董康在古劇、詞和版本目錄學方面也有重大學術貢獻，他的《曲海總目提要》（46卷）被譽為中國所有記載劇本書中最為詳細的一部。胡適稱讚董康“是近幾十年來搜羅民間文學最有功的人”。
抗戰期間，在北平的中華民國臨時政府中任職，先後任法院院長、华北司法委员会委员和大理院首席法官職務，1947年在北平東交民巷的一所德國醫院病逝。